# Stjepan Gomboš
Stjepan Gomboš (ur. 10 marca 1895 w Somborze, zm. 29 kwietnia 1975 w Zagrzebiu) – chorwacki architekt.
Dyplom architekta otrzymał w roku 1921 na Wydziale Architektury Uniwersytetu Korwina w Budapeszcie w Budapeszcie. W 1922 wrócił do Chorwacji, gdzie znalazł zatrudnienie w pracowni znanych zagrzebskich architektów Ratko Lubinskiego i Hanko Erlicha. Później współpracował z innym znanym architektem Marko Kauzlariciem. Zaprojektował wiele budynków mieszkalnych, zastosował nowatorskie jak na ówczesne warunki rozwiązania w projektowaniu domów jednorodzinnych w Zagrzebiu, Hvarze, Korčuli i Koločepie. Do jednych z bardziej znanych projektów Gomboša jest kamienica „Corso” w Zagrzebiu, „Gradske kavane” w Dubrowniku, hotel i pałac w Splicie. Po roku 1945 projektował głównie obiekty przemysłowe, m.in. w Zagrzebiu, Slavonskim Brodzie i Varaždinie. Gomboš często jest stawiany wraz z Kauzlariciem jako jeden z bardziej znaczących chorwackich architektów modernistycznych.